# Tuba
 For alternative betydninger, se Tuba (flertydig). (Se også artikler, som begynder med Tuba)
 Der er for få eller ingen kildehenvisninger i denne artikel, hvilket er et problem. Du kan hjælpe ved at angive troværdige kilder til de påstande, som fremføres i artiklen.

File:
Tuba er det største instrument af messingblæserne, og det som klinger dybest. Det er et af de instrumenter, som sidst blev taget ind i symfoniorkestrene og erstattede ophicleiden i slutningen  af 1800-tallet. Der er normalt kun én tuba i et orkester, og den bruges som bas i messingsektionen. 
Tubaen er det instrument, der klinger dybest, og som bidrager med den bløde, varme lyd blandt messingblæserne. De almindeligste tubaer er stemt  i F, Eb, C, eller B. F- og Eb-tubaer kaldes ofte bastuba, mens C- og B-tubaer kaldes kontrabastuba. Nogle steder dukker navnet tenortuba op; det er den samme som en euphonium. Bb og Eb tubaer bruges som regel i brassbands. I harmoni-orkestre er det Bb-tubaen, der ligger bunden, og Eb-tubaen, der spiller kontratonerne. Marchtubaer er kun en smule anderledes fra normale tubaer. Mundstykket og ventilsystemet sidder lidt anderledes, og den bæres på skulderen. Sousafonen har en god klang, og er et velfungerende instrument. Den kan være lavet i messing og letvægtsfiber, så den har den rigtige klang og dynamik. Kombinationen med fiberschallstykke betyder, at vægten reduceres betragteligt. Den bruges ofte skandinaviske garder, streetparader, jazz bands m.fl.
Tubaen bruges som soloinstrument. De mest kendte koncerter for tuba og orkester er skrevet af Ralph Vaughan Williams, Edward Gregson og John Williams. Tuba findes i desuden både i militærkorps og brassband, hvor de oftest bruges. I et symfoniorkester bruges der kun en enkelt tuba. I brassband Eb-tuba og B-tuba, normalt to af hver. 
Richard Wagner fik konstrueret en speciel tuba, som kaldes en Wagner-tuba. Den blev lavet i tenor- og bas-størrelse.